# Mikrofjärilar
Mikrofjärilar (Microlepidoptera). Var tidigare ett begrepp i fjärilarnas taxonomi. Idag ingår dessa djur i olika fjärilsfamiljer. Det finns cirka 1600 mikrofjärilar i Sverige. De är små och svåra att artbestämma.